# ND Mura 05
Nogometno Društvo Mura 05 – słoweński klub piłkarski, mający siedzibę w mieście Murska Sobota leżącym na wschodzie kraju.

## Historia
Chronologia nazw:
- 2005: SD NK Mura
- 2005: ND Mura 05
- 2013: klub rozwiązano

Klub piłkarski SD NK Mura został założony w miejscowości Murska Sobota 16 czerwca 2005 roku, ale wkrótce zmienił nazwę na ND Mura 05. Klub powstał po rozpadzie NK Mura, klubu, który grał w pierwszej lidze słoweńskiej przez wiele lat, ale zbankrutował i został rozwiązany w 2005 roku. Jednak ND Mura 05 nie jest prawnie uważany za następcę NK Mura, a statystyki i trofea dwóch klubów są oddzielone przez Słoweński Związek Piłki Nożnej.
Latem 2005 zespół rozpoczął występy w 3.SNL. Od sezonu 2006/07 występował w 2.SNL. W sezonie 2009/10 zajął czwarte miejsce w drugiej lidze, ale pomimo to został promowany do Prvej ligi ze względu na problemy licencyjne drużyn z wyższych pozycji. W debiutowym sezonie 2011/12 uzyskał wysoką trzecią lokatę i zdobył awans do rozgrywek Ligi Europy UEFA. Następny sezon 2012/13 był nieudanym, przedostatnie miejsce w tabeli spowodowało do gry o utrzymanie w lidze. Jednak przez problemy finansowe klub nie uzyskał licencji na kolejny sezon, po czym został rozwiązany.

## Sukcesy

### Trofea międzynarodowe
| \| \| Zdobyte trofea w rozgrywkach międzynarodowych (stan na: 31-05-2018) \| |                                                                     |      |          |
| Rozgrywki                                                                    | Osiągnięcie                                                         | Razy | Sezon(y) |
| · Liga Mistrzów · (Puchar Europy)                                            | zdobywca                                                            | 0    |          |
| · Liga Mistrzów · (Puchar Europy)                                            | finalista                                                           | 0    |          |
| · Liga Europy · (Puchar UEFA)                                                | zdobywca                                                            | 0    |          |
| · Liga Europy · (Puchar UEFA)                                                | finalista                                                           | 0    |          |
| · Liga Europy · (Puchar UEFA)                                                | runda play-off                                                      | 1    | 2012/13  |
| · Puchar Zdobywców                                                           | zdobywca                                                            | 0    |          |
| · Puchar Zdobywców                                                           | finalista                                                           | 0    |          |
| FIFA                                                                         | Zdobyte trofea w rozgrywkach międzynarodowych (stan na: 31-05-2018) |      |          |

### Trofea krajowe
| \| \| Zdobyte trofea w rozgrywkach Słowenii (stan na: 31-05-2018) \| |                                                             |      |          |
| Rozgrywki                                                            | Osiągnięcie                                                 | Razy | Sezon(y) |
| Mistrzostwo                                                          | I miejsce                                                   | 0    |          |
| Mistrzostwo                                                          | II miejsce                                                  | 0    |          |
| Mistrzostwo                                                          | III miejsce                                                 | 1    | 2011/12  |
| Puchar                                                               | zdobywca                                                    | 0    |          |
| Puchar                                                               | finalista                                                   | 0    |          |
| Puchar                                                               | ćwierćfinalista                                             | 1    | 2006/07  |
| II liga                                                              | I miejsce                                                   | 0    |          |
| II liga                                                              | II miejsce                                                  | 0    |          |
| II liga                                                              | III miejsce                                                 | 0    |          |
| II liga                                                              | 4.miejsce                                                   | 2    | 2010/11  |
| Słowenia                                                             | Zdobyte trofea w rozgrywkach Słowenii (stan na: 31-05-2018) |      |          |

- 3. SNL (III poziom):
  - mistrz (1): 2005/06 (gr. Vzhod)

## Stadion
Klub rozgrywa swoje mecze domowe na stadionie Fazanerija w Murskiej Sobocie, który może pomieścić 3782 widzów. Został on wybudowany w 1983 roku.

## Europejskie puchary
Legenda do wszystkich tabel:
- Q – runda eliminacyjna, 1/16, 1/8, 1/4, 1/2 – odpowiednia faza rozgrywek, Grupa – runda grupowa, 1r gr – pierwsza runda grupowa, 2r gr – druga runda grupowa, F – finał, R – runda, PO – play-off
- k. – rzuty karne, los. – losowanie, Dogr. – dogrywka, w. – zasada bramek strzelonych na wyjeździe

| Sezon   | Rozgrywki   | Runda | Przeciwnik    | Dom | Wyjazd | Ogólnie |
| ------- | ----------- | ----- | ------------- | --- | ------ | ------- |
| 2012/13 | Liga Europy | 1Q    | Bakı FK       | 2–0 | 0–0    | 2–0     |
| 2012/13 | Liga Europy | 2Q    | CSKA Sofia    | 0–0 | 1–1    | 1–1, w. |
| 2012/13 | Liga Europy | 3Q    | Arsenał Kijów | 0–2 | 3–0    | 3–2     |
| 2012/13 | Liga Europy | PO    | S.S. Lazio    | 0–2 | 1–3    | 1–5     |